# NGC 6310
NGC 6310 is een spiraalvormig sterrenstelsel in het sterrenbeeld Draak. Het hemelobject werd op 27 oktober 1861 ontdekt door de Duitse astronoom Heinrich Louis d'Arrest.

## Synoniemen
- UGC 10730
- MCG 10-24-100
- ZWG 299.55
- IRAS17073+6103
- PGC 59662